# Idioma taruma
El taruma o taruamá es una lengua originaria del noreste de Brasil, cuyos últimos hablantes vivían en el estado brasileño de Pará. Kaufmann encuentra similitudes entre el tarumá y el katembrí, aunque ese posible parentesco necesita ser confirmado. La lengua se consideró extinta por algún tiempo, hasa que Eithne Carlin encontró algunos hablantes, actualmente se está documentando esta lengua.